# Maria Argyropoulina
Maria Argyropoulina, född 900-talet, död 1007, var en bysantinsk prinsessa.  
Hon var niece till Basileios II (bysantinsk kejsare). Hon blev år 1004 bortgift med Giovanni Orseolo, son till Venedigs doge Pietro II Orseolo. Hennes man utnämndes till hertig av Dalmatien och biträdande doge. 
Det var troligen Maria Argyropoulina och inte Theodora Doukaina Selvo som Petrus Damiani menade när han skriv sin berömda krönika om den bysantinska hustru till en venetiansk doge som blev ökänd för sina syndiga sofistikerade luxuösa vanor. 